# Carex hirtelloides
Carex hirtelloides là một loài thực vật có hoa trong họ Cói. Loài này được (Kük.) F.T.Wang & Tang ex P.C.Li mô tả khoa học đầu tiên năm 1994.